# 霍恩韦尔芬城堡

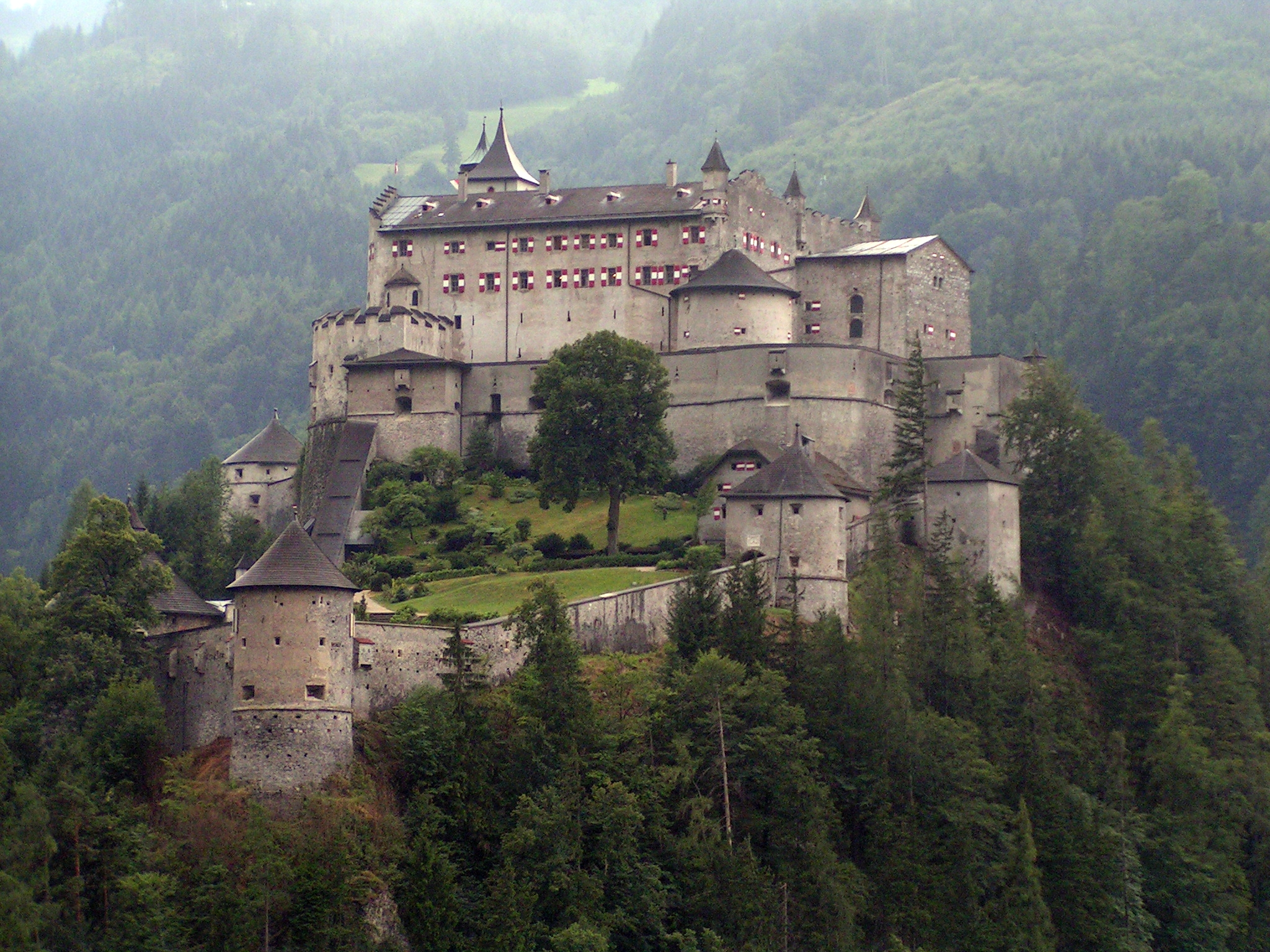
霍恩韦尔芬城堡

霍恩韦尔芬城堡（德語：Festung Hohenwerfen）是奧地利的一座中世紀城堡，位於薩爾茨堡以南40（25英里）處，地處一個高623（2,044英尺）的山峰上。霍恩韦尔芬城堡修建於11世紀時期。

## 外部連結
- Official website （页面存档备份，存于）
- History of Hohenwerfen Castle （页面存档备份，存于）

47°28′55″N 13°11′16″E / 47.48194°N 13.18778°E